# Канестри, Джованни
Джованни Канестри (англ. Giovanni Canestri; 30 сентября 1918, Кастельспина, королевство Италия — 29 апреля 2015, Рим) — итальянский кардинал. Титулярный епископ Тенедо и вспомогательный епископ кардинала-викария Рима с 8 июля 1961 по 7 января 1971. Епископ Тортоны с 7 января 1971 по 8 февраля 1975. Титулярный епископ Монтерано, с персональным титулом архиепископа, и наместник Рима с 8 февраля 1975 по 22 марта 1984. Архиепископ Кальяри с 22 марта 1984 по 6 июля 1987. Архиепископ Генуи с 6 июля 1987 по 20 апреля 1995. Кардинал-священник с титулом церкви Сант-Андреа-делла-Валле с 28 июня 1988.